# 霍赫馬德山
46°42′18.9″N 07°29′40″E / 46.705250°N 7.49444°E
霍赫馬德山（德語：Hohmad）是瑞士瓦萊州的山峰，位於該國南部，屬於伯尔尼山的一部分，海拔高度2,076米，每年平均降雨量1,703毫米。

## 外部連結
- Hohmad on Hikr （页面存档备份，存于）